# 앗초리케
앗초리케(일본어: アッチョリケ)는 일본의 게임 음악 아티스트이다. BasiL에서 활동 중 스즈히라 히로, 니시마타 아오이등과 Navel을 창립한다. 또 NACHTMUSIK을 조직해서 게임 음악에 참여하기도 하였다. 현재 Navel, Lime의 대표를 맡고 있다.

## 참여 작품

### 게임, 애니메이션
2002년
- 그것은 흩날리는 벚꽃처럼

「Days」등 작곡
2004년
- SHUFFLE!

「Mirrage Lullaby」등 작곡
- Soul Link

「Not Found」등 작곡
2005년
- Tick! Tack!

「Be Ambitious, Guys!」, 「Pieces」, 「Never Say Goodbye」등 작곡
- SHUFFLE! on the stage

「Original」등 작곡
- SHUFFLE! 애니메이션

「You」, 「Innocence」등 작곡
2006년
- Really? Really!

「Remember Memories」, 「Ageless Love」, 「Happy Dream」등 작곡
- Soul Link Extension

「Cosmic Rhapsody」등 작곡
- Soul Link 애니메이션

「Screaming」, 「Dust Trail」등 작곡
2008년
- 우리들에게 날개는 없다 ~Prelude~

「Sky Sanctuary」등 작곡
2009년
- 우리들에게 날개는 없다

「Jewerly Tears」, 「Eternal Sky」, 「NEON Sign」등 작곡
- SHUFFLE! Essence+

「Link-age」, 「Selection」, 「Summer Again」등 작곡